# The Five Faces
The Five Faces sono un gruppo musicale rock italiano formatosi a Genova nel 1980.

## Storia del gruppo

### 1980-1981: Il primo periodo di The Five Faces
La storia del gruppo inizia nel 1980, quando Giorgio Lanteri, Gianni Berti, Gigi Barberis, Luca Caminati e Stefano Argenti formano la band dopo brevi esperienze in gruppi punk. Con questa formazione registrano un singolo autoprodotto su cassetta per la loro etichetta DIY Modern Beat Records, per poi dividersi di8 li a breve.

### 1981-1984: SX225
I due superstiti, Lanteri e Barberis, allora reclutano il chitarrista Raffaele Sanna, che si occuperà anche della voce solista. Dato che il numero dei membri del gruppo è drasticamente calato, a questo punto il gruppo adotta la nuova denominazione SX225 (dall'omonimo modello di Lambretta).
Con questa formazione registrano nel 1983, sempre per Modern Beat Records, l'album "Mini L.P.", di cui poi alcuni brani vengono rimixati e rimasterizzati nel seguente EP "Circles". Barberis lascia il gruppo e, dopo alcuni mesi col nuovo batterista Pier Luigi Merello, il gruppo si scioglie nell'estate 1984.

### 2014: la reunion
Trent'anni dopo, nel 2014, i tre membri originali Berti, Sanna e Lanteri danno vita, insieme alla nuova recluta Pietro Canepa alla batteria, alla nuova formazione di The Five Faces.
Il quartetto pubblica per su Paisley Archive, marchio sussidiario della londinese Detour Records, l'album “On the Run” (2015), per poi volare in tour in Gran Bretagna. La data del Putney Club di Londra del 16 gennaio 2016 fu filmata e pubblicata su DVD nello stesso anno, sempre su Detour Records.
Nel 2017 pubblicano “SX225” (Paisley Archive) a cui seguirono sia un tour italiano che uno inglese, suonando anche al Putney e Brixton, ad Kingston upon Hull e poi al Essex Arms di Brentwood. Nel 2018 realizzano l’EP “Tempi modesti” per Toast Records, con brani cantati in italiano, e il singolo “Cantico per il mio Grifone”, una versione rock dell’inno ufficiale della squadra di calcio del Genoa.
Nel 2019 la band entra al T5F Studio di Genova per registrare il nuovo album affidando a Craig Coffey la produzione artistica ad eccezione del brano "Mare (sotto questo sole)", che fu registrato e mixato a Coventry da Roger Lomas, figura centrale della vecchia scena 2 tone ska e poi Abbey Road Studios di Londra da Andy Wharton. L'album vedrà però forti ritardi nei tempi di realizzazione causati dalla pandemia di COVID-19 e sarà pubblicato solo nel 2020 su marchio Aua Records e Modern Beat Records con il titolo di "Meali", per il loro primo album tutto cantato in italiano.
Nel 2021 esce "Modernariato" (Modern Beat Records), una raccolta edizione delux che mette racchiude tutti i singoli mai pubblicati su cd in versione rimixata e rimasterizzata, brani di compilations, demo, jingles radio e canzoni tratte da concerti in Italia ed  Inghilterra, ripercorrendo così la carriera di questa band mod/punk tra brani cantati in inglese ed italiano. L'album è poi accompagnato da un libro di 120 pagine.

## Formazione
- Gianni Berti - voce e chitarra
- Raffaele Sanna - chitarra e voce
- Giorgio Lanteri - basso
- Pietro Canepa - batteria

### Altri membri del gruppo
- Gigi Barberis: batteria (1980-1983)
- Luca Caminati: cantante (1980-1981)
- Stefano Argenti: chitarra (1980-1981)
- Pier Luigi Merello: batteria (1984)

## Discografia completa

### Album
- 1983 - Mini L.P. (Modern Beat Records)
- 2015 - On the Run - Live (Paisley Archive / Detour Records)
- 2017 - SX225 (Paisley Archive / Detour Records)
- 2020 - Meali (Modern Beat Records / Aua Records)
- 2021 - Modernariato (Modern Beat Records)

### EP
- 1983 - Circles (Modern Beat Records)
- 2018 - Tempi modesti (Toast Records)

### Singoli
- 1981 - Hundreds' Kids' Hearts / Sunday Life (Modern Beat Records) - 1981
- 2017 - Mods Mayday (Vinyl Royale) - 2017
- 2018 - Cantico Per Il Mio Grifone / Siamo Noi (Vinyl Royale / Toast Records) - 2018
- 2019 - Buon Natale (Toast Records)
- 2019 - Mare (Sotto Questo Sole)(Toast Records)
- 2021 - On Our Way To Genoa (feat. Alan May) (Modern Beat Records)

### DVD
- 2016 - Live In London SW15 - The Official Video Bootleg (Detour Records)

### Compilations
- My Sharona su "Not The Knack" (Zero Hour Records) - 2017
- Dream In My Mind su "The Glory Boy Mod Radio Showcase Vol.3" (Detour Records) - 2018
- Mare (Sotto Questo Sole) su "The Italian Ska Meets The World Vol.2" (Maninalto Records) - 2019
- Simile su "Songs From The Basement" (Blizzard Records) - 2021

### Bootleg Conosciuti
- UK Rush 2017 - Live at Essex Arms, Brentwood 20th Jan - 2017